# Хаплогрупа I-M170
Хаплогрупа I или Y-ДНК хаплогрупа I је једна од хаплогрупа у људској генетици.

## Заступљеност
Ово је појединачно најзаступљенија хаплогрупа међу људима Босанске крајине  и Скандинавије.
Државе међу чијим становништвом је ово појединачно најзаступљенија хаплогрупа су: Србија (43,9%), Босна и Херцеговина (42%), Црна Гора (40%), Хрватска (44%), Шведска (42%), Румунија (33%), Словенија (32%), Македонија (28%) и Бугарска (27%).
Поред тога, државе у којима је ова хаплогрупа заступљена у значајној мери, иако не као најзаступљенија, су: Данска (41%), Норвешка (36%), Исланд (33%), Молдавија (29%), Финска (29%), Мађарска (28%), Белорусија (25%), Чешка (24%), Словачка (24%), Холандија (24%), Швајцарска (23%), Немачка (22%), Луксембург (22%), Енглеска (21%), Аустрија (20%), Белгија (20%), Естонија (18%), Украјина (17%), Русија (16%), Пољска (16%), Албанија (16%), Француска (15%), итд.
Хаплогрупа I се генерално дели на Хаплогрупу I1 (највиша заступљеност у Скандинавији) и Хаплогрупу I2 (највиша заступљеност на Балкану).

## Порекло
Претпоставља се да је ова хаплогрупа настала на Балкану пре 25-30.000 година. Хаплогрупа I представља главни маркер палеолитског човека у Европи, односно прве модерне људе који су населили Европу пре неколико десетина хиљада година и у Европи затекли Неандерталце које су потискивали. Преживевши неколико ледених доба, хаплогрупа I је уједно и једина хаплогрупа присутна готово искључиво на европском континенту.
Хаплогрупа I настала је из шире парагрупе IJ, а пре тога такође из заједничке парагрупе IJK. У том смислу најближа хаплогрупи I на филогенетском стаблу је хаплогрупа Ј. Претпоставља се да је ширењем савременог човека дошла у Европу са Блиског истока док је, генетски јој блиска, хаплогрупа Ј остала на истоку. Заједничка парагрупа IJ пронађена је у малом проценту у Ирану.
Хаплогрупа I је у Европи доживела неколико драматичних смањења популације услед екстремних климатских промена (пре свега ледених доба). По свој прилици, миграција хаплогрупе I је ишла од доњег ка горњем Дунаву, а затим северним обронцима Алпа, преко Рајне у југозападну Француску и Иберију. Са тих основних територија које су уједно и центри палеолитске уметности у Европи, потомци Кромањонаца расељавали су се и ка северу Европе пратећи топљење леда.
Уз хаплогрупу I најчешће се веже кромањонски расни тип. Овом расном типу припадало је и становништво из најстаријих мезолитских слојева Лепенског Вира и граветијанско становништво централне Европе. Припадници хаплогрупе I су по свој прилици у прошлости говорили неком варијантом неиндоевропског језика, који се вероватно сачувао у данашњем баскијском језику.